# Трассировка печатных плат
Трассиро́вка печатных плат — один из этапов проектирования радиоэлектронной аппаратуры (РЭА), заключающийся в определении мест расположения проводников на печатной плате вручную или с использованием одной из САПР, предназначенной для проектирования печатных плат.

## Способы трассировки
Существует три способа трассировки:
- ручная трассировка, при которой человек самостоятельно, используя определённые программные инструменты, наносит рисунок проводников на чертёж платы;
- автоматическая трассировка, при которой программа самостоятельно прокладывает проводники на чертеже платы, используя ограничения, наложенные разработчиком. Разработчик контролирует результат, при необходимости корректирует исходные параметры задачи и повторяет трассировку. Корректировка включает изменение расположения компонентов, предварительную отрисовку цепей вручную и т. п. На данный момент все современные системы проектирования имеют сложные и эффективные системы автоматической трассировки;
- интерактивная трассировка, при которой программа (автоматика) делает черновую работу по отрисовке цепи и контролю правил трассировки, а человек указывает программе (роботу) последовательность действий на сложных участках трассировки, контролирует результат её работы шаг за шагом. Интерактивная трассировка печатных плат может использоваться как для полностью ручной трассировки, так и для доработок печатной платы после автоматической трассировки.

## Постановка задачи трассировки
Трассировка соединений является, как правило, заключительным этапом конструкторского проектирования радиоэлектронной аппаратуры (РЭА) и состоит в определении линий, соединяющих эквипотенциальные контакты элементов, и компонентов, составляющих проектируемое устройство.
Задача трассировки — одна из наиболее трудоёмких задач, возникающих при автоматизации проектирования РЭА. Сложность объясняется, в частности многообразием способов конструктивно-технологической реализации соединений, для каждого из которых при алгоритмическом решении задачи применяются специфические критерии оптимизации и ограничения. С математической точки зрения трассировка — задача выбора оптимального решения из огромного числа вариантов.
Одновременная оптимизация всех соединений при трассировке за счёт перебора всех вариантов в настоящее время невозможна. Поэтому разрабатываются в основном локально оптимальные методы трассировки, когда трасса оптимальна лишь на данном шаге при наличии ранее проведённых соединений.
Основная задача трассировки формулируется следующим образом: по заданной схеме соединений проложить необходимые проводники на плоскости (плате, кристалле и т. д.), чтобы реализовать заданные технические соединения с учётом заранее заданных ограничений. Основными являются ограничения на ширину проводников и минимальные расстояния между ними.
Исходной информацией для решения задачи трассировки соединений обычно являются список цепей, параметры конструкции элементов и коммутационного поля, а также данные по размещению элементов. Критериями трассировки могут быть процент реализованных соединений, суммарная длина проводников, число пересечений проводников, число монтажных слоёв, число межслойных переходов, равномерность распределения проводников, минимальная область трассировки и т. д. Часто эти критерии являются взаимоисключающими, поэтому оценка качества трассировки ведётся по доминирующему критерию при выполнении ограничений по другим критериям либо применяют аддитивную или мультипликативную форму оценочной функции, например, следующего вида:
{\displaystyle F=\sum _{i=1}^{p}\lambda _{i}f_{i},}
где:
- {\displaystyle F} — аддитивный критерий;
- {\displaystyle \lambda _{i}} — весовой коэффициент;
- {\displaystyle f_{i}} — частный критерий;
- {\displaystyle p} — число частных критериев.

## Алгоритмы трассировки
Известные алгоритмы трассировки печатных плат можно условно разбить на три большие группы:
1. волновые алгоритмы, основанные на идеях Ли и разработанные Ю. Л. Зиманом и Г. Г. Рябовым. Получили широкое распространение в существующих САПР, поскольку позволяют легко учитывать технологическую специфику печатного монтажа со своей совокупностью конструктивных ограничений. Гарантируют построение трассы, если путь для неё существует;
2. ортогональные алгоритмы, обладающие большим быстродействием, чем алгоритмы первой группы. Для реализации на ЭВМ требуют в 75-100 раз меньше вычислений по сравнению с волновыми алгоритмами. Применяются при проектировании печатных плат со сквозными металлизированными отверстиями. Недостатки этой группы алгоритмов связаны с получением большого числа переходов со слоя на слой, отсутствием 100%-ой гарантии проведения трасс, большим числом параллельно идущих проводников;
3. алгоритмы эвристического типа. Частично основаны на эвристическом приёме поиска пути в лабиринте, при котором каждое соединение проводится по кратчайшему пути, обходя встречающиеся на пути препятствия.